# 巴瓦尼帕特纳
巴瓦尼帕特纳（Bhawanipatna），是印度奥里萨邦Kalahandi县的一个城镇。总人口60745（2001年）。

## 人口
该地2001年总人口60745人，其中男性31630人，女性29115人；0—6岁人口7219人，其中男3673人，女3546人；识字率69.85%，其中男性为77.91%，女性为61.10%。